# Лебрінг-Санкт-Маргаретен
Лебрінг-Санкт-Маргаретен (нім. Lebring-Sankt Margarethen) — торгова громада в окрузі Лайбніц австрійської федеральної землі Штирія.

## Сусідні громади
|      | Вільдон      |        |
| Ланг | Розташування | Рагніц |
|      | Тілльміч     | Гралла |

## Динаміка зміни населення
Значне зростання числа мешканців  завдячує міграції,  хоча після 1991 тенденція росту дещо зменшилася.